# Ylonne Post
Ylonne Post (16 december 2001) is een Nederlands rolstoelbasketbalster. Post komt uit voor SC Antilope (Utrecht) in de Nederlandse Eredivisie.
In 2021 maakte Post haar debuut bij het Nederlandse nationale team.  Met het Nederlandse team won ze goud op het Wereldkampioenschap 2022 in Dubai en het  Europees kampioenschap 2023 in Rotterdam. Ook won ze goud tijdens de Paralympische Zomerspelen 2024 in Parijs.
Post kwam door een ongeluk in 2018 in een rolstoel terecht en maakte tijdens haar revalidatie kennis met rolstoelbasketbal. Naast de sport volgt ze een studie Logistics management aan de Hogeschool van Arnhem en Nijmegen. 

## Resultaten
Wereldkampioenschap 2022 in Dubai
 Europees kampioenschap 2023 in Rotterdam
 Paralympische Zomerspelen 2024 in Parijs